# قائمة إصدارات عالم المعرفة (251-500)
هذه قائمةٌ تخصُّ سلسلة إصدارات كتب عالم المعرفة التي تتراوح أرقامها بين 251 و500. وعالم المعرفة هي سلسلة كتب شهرية ثقافية كانت تصدر عن المجلس الوطني للثقافة والفنون والآداب في الكويت في مطلع كل شهر ميلادي. صدر العدد الأول في شهر يناير من العام 1978م وفي حين صدر العدد الأخير، وحمل الرقم 500، في شهر نوفمبر 2022م.
تشمل السلسلة مواضيع ثقافية متنوعة منها علوم الاجتماع مثل التاريخ والجغرافية والاقتصاد والعلوم التطبيقية مثل علم الفلك، والفنون والفلسفة وغير ذلك من مواضيع المعارف البشرية. ويكون موضوع العمل على شكل دراسة مضمنة في كتاب، إِما أن يكون مكتوباً بالأساس باللغة العربية على يد باحثٍ عربي مختص في المجال أو مُترجماً على يد مترجم واحد أو أكثر عن أصل أجنبي، وغالباً ما يكون الأصل مكتوباً باللغة الإنكليزية، ولكن السلسلة نشرت تراجم لكتب مكتوبة بلغات أصلية أخرى مثل الفرنسية والألمانية.
تنشر السلسلة كتاباً جديداً في كل بداية شهر، ولكن في بعض الأحيان يُعاد نشر كتاب منشور سابقاً بطبعة جديدة، من الكتب التي طُبعت أكثر من مرة كتاب تراث الإسلام لجوزيف شاخت وكتاب حكمة الغرب لبرتراند راسل وكتاب الحضارة لحسين مؤنس.
تعرضت السلسلة خلال أكثر من 40 عام إلى ثلاثة انقطاعات: أما الأول فقد بدأ من شهر أغسطس 1990 وكانت السلسلة عند العدد رقم 152، واستمر لغاية شهر سبتمبر 1991، وكان الغزو العراقي للكويت، وأما الثاني فكان لمدة عام أيضاً وامتد بين يونيو 2010 ويونيو 2011. وأمَّا الثالث فقد بدأ في شهر أبريل 2020م واستمر حتى يوليو 2021م.

## 251-300
| الرقم التسلسلي | صورة الغلاف | اسم الكتاب | اسم المؤلف                      | تاريخ الإصدار            | ترجمة/مراجعة                                           | معرف الكتاب                                   | المرجع |
| -------------- | ----------- | --- | ------------------------------- | ------------------------ | ------------------------------------------------------ | --------------------------------------------- | ------ |
| 251            |             | العدد: من الحضارات القديمة حتى عصر الكمبيوتر (بالإنجليزية: Number From Ancient Civilisations to the Computer)                                                           | جون ماكليش                      | نوفمبر 1999              | المراجع:عطية عاشور المترجمان: خضر الأحمد، موفق دعبول   | (ردمك 9990600287)                             | [ 1 ]  |
| 252            |             | النهضة العربية والنهضة اليابانية: تشابه المقدمات واختلاف النتائج | مسعود ضاهر                      | ديسمبر 1999              | -                                                      | (ردمك 9990600309)                             | [ 2 ]  |
| 253            |             | ثورة الإنفوميديا: الوسائط المعلوماتية وكيف تغير عالمنا وحياتك؟(9) (بالإنجليزية: The infomedia revolution how it is changing our world and your life)                    | فرانك كليش                      | يناير 2000               | المترجم: حسام الدين زكريا المراجع: عبد السلام رضوان    | (ردمك 9990600317)                             | [ 3 ]  |
| 254            |             | كوكب الأرض: نقطة زرقاء باهتة - رؤية لمستقبل الإنسان في الفضاء (بالإنجليزية: Pale Blue Dot: A Vision of The Human Future In Space)                                       | كارل ساغان                      | فبراير 2000              | المترجم: شهرت العالم المراجع: حسين بيومي               | (ردمك 9990600333)                             | [ 4 ]  |
| 255            |             | النقد العربي: نحو نظرية ثانية | مصطفى ناصف                      | مارس 2000                | -                                                      | (ردمك 9990600341)                             | [ 5 ]  |
| 256            |             | قصف العقول: الدعاية للحرب منذ العالم القديم حتى العصر النووي (بالإنجليزية: Munitions of the mind war propaganda from the ancient world to the nuclear age)              | فيليب تايلور                    | أبريل 2000               | المترجم: سامي خشبة                                     | (ردمك 9990600368)                             | [ 6 ]  |
| 257            |             | النظام الاقتصادي الدولي المعاصر: من نهاية الحرب العالمية الثانية إلى نهاية الحرب الباردة                                                                                | حازم الببلاوي                   | مايو 2000                | -                                                      | (ردمك 9990600376)                             | [ 7 ]  |
| 258            |             | سيكولوجية فنون الأداء(10) (بالإنجليزية: Psychology and performing arts)                                                                                                 | جلين ويلسون                     | يونيو 2000 (1)           | المترجم: شاكر عبد الحميد المراجع: محمد عناني           | (ردمك 9990600392)                             | [ 8 ]  |
| 259            |             | الآلة قوة وسلطة: التكنولوجيا والإنسان منذ القرن 17 حتى الوقت الحاضر (بالإنجليزية: The Power of the Machine: The Impact of Technology from 1700 to the Present)          | روبرت أنغيس بوكانان             | يوليو 2000               | المترجم: شوقي جلال                                     | (ردمك 9990600407)                             | [ 9 ]  |
| 260            |             | فجر العلم الحديث: الإسلام - الصين - الغرب (بالإنجليزية: The Rise of Early Modern Science: Islam, China and the West)                                                    | توبي هوف                        | أغسطس 2000               | المترجم: محمد عصفور                                    | (ردمك 9990600384)                             | [ 10 ] |
| 261            |             | تاريخ الفكر الاقتصادي: الماضي صورة الحاضر (بالإنجليزية: History of Economics: The Past as the Present)                                                                  | جون كينيث جالبريث               | سبتمبر 2000              | المترجم: أحمد فؤاد بلبع المراجع: إسماعيل صبري عبد الله | (ردمك 9990600430)                             | [ 11 ] |
| 262            |             | الذكاء العاطفي (بالإنجليزية: Emotional intelligence: why it can matter more than IQ)                                                                                    | دانييل جولمان                   | أكتوبر 2000              | المترجم: ليلى الجبالي المراجع: محمد يونس               | (ردمك 9990600473)                             | [ 12 ] |
| 263            |             | اللغة والاقتصاد (بالإنجليزية: Language and Economy) | فلوريان كولماس                  | نوفمبر 2000              | المترجم: أحمد عوض المراجع: عبد السلام رضوان            | (ردمك 9990600481)                             | [ 13 ] |
| 264            |             | فلسفة العلم في القرن العشرين الأصول - الحصاد - الآفاق المستقبلية | يمنى طريف الخولي                | ديسمبر 2000              | -                                                      | (ردمك 9789990600506)                          | [ 14 ] |
| 265            |             | الثقافة العربية وعصر المعلومات رؤية لمستقبل الخطاب الثقافي العربي | نبيل علي                        | يناير 2001               | -                                                      | (ردمك 9990600511)                             | [ 15 ] |
| 266            |             | إبداعات النار تاريخ الكيمياء المثير من السيمياء إلى العصر الذري (بالإنجليزية: Creations of Fire Chemistry's Lively History from Alchemy to the Atomic Age)              | كاتي كوب، هارولد جولد وايت      | فبراير 2001              | المراجع: شوقي جلال المترجم: فتح الله الشيخ             | (ردمك 9990600538)                             | [ 16 ] |
| 267            |             | التفضيل الجمالي دراسة في سيكولوجية التذوق الفني | شاكر عبد الحميد                 | مارس 2001                | -                                                      | (ردمك 9990600554)                             | [ 17 ] |
| 268            |             | اليابان رؤية جديدة (بالإنجليزية: Japan A Reinterpretation) | باتريك سميث                     | أبريل 2001               | المراجع: عبد السلام رضوان المترجم: سعد زهران           | (ردمك 9990600570)                             | [ 18 ] |
| 269            |             | نهاية اليوتوبيا السياسة والثقافة في زمن اللامبالاة (بالإنجليزية: The End of Utopia Politics and Culture in an Age of Apathy)                                            | راسل جاكوبي                     | مايو 2001                | المترجم: فاروق عبد القادر                              | (ردمك 9990600589)                             | [ 19 ] |
| 270            |             | رؤى مستقبلية كيف سيغير العلم حياتنا في القرن الواحد والعشرين (بالإنجليزية: Visions: How Science Will Revolutionize the 21st Century)                                    | ميتشيو كاكو                     | يونيو 2001               | المراجع: محمد يونس المترجم: سعد الدين خرفان            | (ردمك 9990600600)                             | [ 20 ] |
| 271            |             | التنين الأكبر الصين في القرن الواحد والعشرين (بالإنجليزية: Big Dragon The Future of China What It Means for Business, the Economy, and the Global Order)                | دانييل بورشتاين، وآرنيه دي كيزا | يوليو 2001               | المترجم: شوقي جلال                                     | (ردمك 9990600619)                             | [ 21 ] |
| 272            |             | المرايا المقعرة نحو نظرية نقدية عربية | عبد العزيز حموده                | أغسطس 2001               | -                                                      | (ردمك 9990600635)                             | [ 22 ] |
| 273            |             | ما العولمة(2) الاقتصاد العالمي وإمكانات التحكم (بالإنجليزية: Globalization in Question The International Economy and The. Possibilities of Governance)                  | بول هيرست، جراهام طومبسون       | سبتمبر 2001              | المترجم: فالح عبد الجبار                               | (ردمك 9990600643)                             | [ 23 ] |
| 274            |             | الأنا - الآخر: ازدواجية الفن التمثيلي | صالح سعد                        | أكتوبر 2001              | -                                                      | (ردمك 999060066X)                             | [ 24 ] |
| 275            |             | الجينوم: السيرة الذاتية للنوع البشري (بالإنجليزية: Genome: The Autobiography of a Species)                                                                              | مات ريدلي                       | نوفمبر 2001              | المترجم: مصطفى إبراهيم فهمي                            | (ردمك 9990600686)                             | [ 25 ] |
| 276            |             | الثقافة العربية وعصر المعلومات رؤية لمستقبل الخطاب الثقافي العربي | نبيل علي                        | ديسمبر 2001              | -                                                      | -                                             | [ 26 ] |
| 277            |             | هذا هو علم البيولوجيا دراسة في ماهية الحياة والأحياء (بالإنجليزية: This Is Biology The Science of the Living World)                                                     | إرنست ماير                      | يناير 2002               | المترجم: عفيفي محمود عفيفي                             | (ردمك 9990600708)                             | [ 27 ] |
| 278            |             | عصور الأدب الألماني: تحولات الواقع ومسارات التجديد (بالألمانية: Deutsche literatur in Epochen)                                                                          | باربارا باومان، وبريجيتا اوبرله | فبراير 2002              | المراجع: عبد الغفار مكاوي المترجم: هبة شريف            | (ردمك 9990600732)                             | [ 28 ] |
| 279            |             | الإبهام في شعر الحداثة: العوامل والمظاهر وآليات التأويل | عبد الرحمن محمد القعود          | مارس 2002                | -                                                      | (ردمك 9990600767)                             | [ 29 ] |
| 280            |             | الحكمة الضائعة: الإبداع والاضطراب النفسي والمجتمع | عبد الستار إبراهيم              | أبريل 2002               | -                                                      | (ردمك 9990600775)                             | [ 30 ] |
| 281            |             | تاريخ الطب: من فن المداواة إلى علم التشخيص (بالفرنسية: History de la Medicine)                                                                                          | جان شارل سورنيا                 | مايو 2002                | المترجم: إبراهيم البجلاتي                              | (ردمك 9990600783)                             | [ 31 ] |
| 282            |             | الجغرافية السياسية لعالمنا المعاصر الاقتصاد العالمي، الدولة القومية، المحليات (الجزء الأول) (بالإنجليزية: Political Geography World-economy, Nation-state and Locality) | بيتير ج تايلور، كولين فلينت     | يونيو 2002               | المترجمان: اسحاق عبيد، وعبد السلام رضوان               | (ردمك 9990600821)                             | [ 32 ] |
| 283            |             | الجغرافية السياسية لعالمنا المعاصر الاقتصاد العالمي، الدولة القومية، المحليات (الجزء الثاني)                                                                            | بيتير ج تايلور، كولين فلينت     | يوليو 2002               | المترجمان: اسحاق عبيد، وعبد السلام رضوان               | ورد المعرف 9990600846 في الكتاب لكنه غير مسجل | [ 33 ] |
| 284            |             | أديب الأسطورة عند العرب جذور التفكير وأصالة الإبداع | فاروق خورشيد                    | أغسطس 2002               | -                                                      | (ردمك 9990600880)                             | [ 34 ] |
| 285            |             | البيئة وقضايا التنمية والتصنيع دراسات حول الواقع البيئي في الوطن العربي والدول النامية                                                                                  | أسامة الخولي                    | سبتمبر 2002              | -                                                      | (ردمك 9990600899)                             | [ 35 ] |
| 286            |             | بعيدا عن اليسار واليمين مستقبل السياسات الراديكالية (بالإنجليزية: Beyond Left and Right The Future of Radical Politics)                                                 | انطوني جيدنز                    | أكتوبر 2002              | المترجم: شوقي جلال                                     | (ردمك 9990600910)                             | [ 36 ] |
| 287            |             | المخ البشري مدخل إلى دراسة السيكولوجيا والسلوك (بالإنجليزية: The Brain)                                                                                                 | كريستن تمبل                     | نوفمبر 2002              | المترجم: عاطف احمد                                     | -                                             | [ 37 ] |
| 288            |             | البحث عن حياة على المريخ الصخرة المريخية ولغز الحياة (بالإنجليزية: The Hunt for Life on Mars)                                                                           | دونالد جولد سميث                | ديسمبر 2002              | المترجم: إيهاب عبد الرحيم محمد                         | (ردمك 9990600961)                             | [ 38 ] |
| 289            |             | الفكاهة والضحك رؤية جديدة | شاكر عبد الحميد                 | يناير 2003               | -                                                      | (ردمك 999060097X)                             | [ 39 ] |
| 290            |             | سيكولوجية الذاكرة قضايا واتجاهات حديثة | محمد قاسم عبد الله              | فبراير 2003              | -                                                      | (ردمك 9990600996)                             | [ 40 ] |
| 291            |             | الكون في قشرة جوز شكل جديد للكون (بالإنجليزية: The Universe In a Nutshell)                                                                                              | ستيفن هوكنج                     | مارس 2003                | المترجم: مصطفى إبراهيم فهمي                            | -                                             | [ 41 ] |
| 292            |             | أسطورة الإطار في دفاع عن العلم والعقلانية (بالإنجليزية: The Myth of the Framework)                                                                                      | كارل ر. بوبر                    | أبريل / مايو 2003        | المترجم: يمنى طريف الخولي                              | (ردمك 9990601046)                             | [ 42 ] |
| 293            |             | الوسواس القهري من منظور عربي إسلامي | وائل أبو هندي                   | يونيو 2003               | -                                                      | (ردمك 9990601062)                             | [ 43 ] |
| 294            |             | العصر الجينومي استراتيجيات المستقبل البشري | موسى الخلف                      | يوليو 2003               | -                                                      | (ردمك 9990601089)                             | [ 44 ] |
| 295            |             | فخ العولمة الاعتداء على الديموقراطية والرفاهية (بالألمانية: Die Globalisierungsfalle: der Angriff auf Demokratie und Wohlstand)                                         | هانس، بيتر مارتن، هارالد شومان  | أغسطس 2003               | المترجم: عدنان عباس علي المراجع: رمزي زكي              | (ردمك 9990601127)                             | [ 45 ] |
| 296            |             | المقدمات التاريخية للعلم الحديث من الإغريق القدماء إلى عصر النهضة (بالإنجليزية: Dawn Of Modern Science: From The Ancient Greeks To The Renaissance)                     | توماس جولدشتان                  | سبتمبر 2003              | المترجم: أحمد حسان عبد الواحد                          | (ردمك 9990601186)                             | [ 46 ] |
| 297            |             | الكتاب في العالم الإسلامي الكلمة المكتوبة كوسيلة للاتصال في منطقة الشرق الأوسط (بالإنجليزية: The Book of Islamic World)                                                 | جورج عطية                       | أكتوبر 2003              | المراجع: جورج عطية المترجم: عبد الستار الحلوجي         | (ردمك 9990601194)                             | [ 47 ] |
| 298            |             | الخروج من التيه دراسة في سلطة النص | عبد العزيز حمودة                | نوفمبر 2003              | -                                                      | (ردمك 9990601224)                             | [ 48 ] |
| 299            |             | جامعة الدول العربية مدخل إلى المستقبل | مجدي حماد                       | ديسمبر 2003 / يناير 2004 | -                                                      | (ردمك 9990601240)                             | [ 49 ] |
| 300            |             | قضايا أدبية عامة آفاق جديدة في نظرية الأدب (بالفرنسية: Question Generales de litterature)                                                                               | ايمانويل فريس، برنار موراليس    | فبراير 2004              | المترجم: لطيف زيتوني                                   | (ردمك 9990601259)                             | [ 50 ] |

## 400-301
| الرقم التسلسلي                                | صورة الغلاف | اسم الكتاب | اسم المؤلف                                                | تاريخ الإصدار | ترجمة/تحرير                                                               | معرف الكتاب                   | المرجع  |
| --------------------------------------------- | ----------- | --- | --------------------------------------------------------- | ------------- | ------------------------------------------------------------------------- | ----------------------------- | ------- |
| 301                                           |             | مستقبل الفلسفة في القرن الواحد والعشرين (بالإنجليزية: The future of philosophy towards the twenty -first century)                                                                                 | مجموعة من المؤلفين                                        | مارس 2004     | المترجم: مصطفى محمد المحرر:اوليفر ليمان                                   | (ردمك 9990601267)             | [ 51 ]  |
| 302                                           |             | الإسلام شريكاً دراسات عن الإسلام والمسلمين (بالألمانية: Islam Als Partner) | فريتس شتيبات                                              | أبريل 2004    | المترجم:عبد الغفار مكاوي                                                  | (ردمك 9990601275)             | [ 52 ]  |
| 303                                           |             | التنمية حرية مؤسسات حرة وإنسان متحرر من الجهل والمرض والفقر (بالإنجليزية: Development as freedom)                                                                                                 | أمارتيا صن                                                | مايو 2004     | المترجم: شوقي جلال                                                        | (ردمك 9990601291)             | [ 53 ]  |
| 304                                           |             | العمارة الإسلامية والبيئة الروافد التي شكلت التعمير الإسلامي | يحيى وزيري                                                | يونيو 2004    | -                                                                         | (ردمك 999001305)              | [ 54 ]  |
| 305                                           |             | العلوم والهندسة في الحضارة الإسلامية لبنات أساسية في صرح الحضارة الإنسانية (بالإنجليزية: Islamic science and engineering)                                                                         | دونالد ر.هيل                                              | يوليو 2004    | المترجم:أحمد باشا                                                         | (ردمك 9990601364)             | [ 55 ]  |
| 306                                           |             | أنثوية العلم العلم من منظور الفلسفة النسوية (بالإنجليزية: lifting the veil) | ليندا جين شيفرد                                           | أغسطس 2004    | المترجم:يمنى الخولي                                                       | (ردمك 9990601410)             | [ 56 ]  |
| 307                                           |             | نهاية عصر البترول التدابير الضروية لمواجهة المستقبل (بالألمانية: Ölwechsel) | فيرنر تسيتيل، فراوكه ليزينبوركس، يورغ شيندلر، كولن كامبيل | سبتمر 2004    | المترجم:عدنان علي                                                         | (ردمك 9990601439)             | [ 57 ]  |
| 308                                           |             | الثقافة الحضرية في مدن الشرق استكشاف المحيط الداخلي للمنزل (بالإنجليزية: Domestic culture in the middle east)                                                                                     | جينيفر سكيرس                                              | اكتوبر 2004   | المترجم:ليلى الموسوي                                                      | (ردمك 999060147X)             | [ 58 ]  |
| 309                                           |             | من الحداثة إلى العولمة رؤى ووجهات نظر في قضية التطور والتغيير الاجتماعي الجزء الأول(بالإنجليزية: From modernization to globalization perspectives on development and social change)               | ج. تيمونز روبيرتس، ايمي هايت                              | نوفمبر2004    | المترجم:سمر الشيشكلي المحرر:محمود ماجد عمر                                | (ردمك 9990601496)             | [ 59 ]  |
| 310                                           |             | من الحداثة إلى العولمة رؤى ووجهات نظر في قضية التطور والتغيير الاجتماعي الجزء الثاني(بالإنجليزية: From modernization to globalization perspectives on development and social change)              | ج. تيمونز روبيرتس، ايمي هايت                              | ديسمبر2004    | المترجم:سمر الشيشكلي المحرر:محمود ماجد عمر                                | (ردمك 9990601518)             | [ 60 ]  |
| 311                                           |             | عصر الصورة الإيجابيات والسلبيات | شاكر عبد الحميد                                           | يناير 2005    | -                                                                         | (ردمك 9990601524)             | [ 61 ]  |
| 312                                           |             | جغرافية الفكر: كيف يفكر الغربيون والآسيويون على نحو مختلف... ولماذا ؟(بالإنجليزية: The geography of thought)                                                                                      | ريتشارد اي نيسبت                                          | فبراير 2004   | المترجم:شوقي جلال                                                         | (ردمك 9990601534)             | [ 62 ]  |
| 313                                           |             | سيكولوجية المقامر التشخيص والتنبؤ والعلاج | أكرم زيدان                                                | مارس 2005     | -                                                                         | (ردمك 9990601577)             | [ 63 ]  |
| 314                                           |             | البحر والتاريخ تحديات الطبيعة واستجابات البشر (بالإنجليزية: The sea and history) | مجموعة من المؤلفين                                        | أبريل 2005    | المترجم: عاطف أحمد المحرر:ا-ا -رايس                                       | (ردمك 9990601593)             | [ 64 ]  |
| 315                                           |             | التاريخ الاجتماعي للوسائط من غتنبرغ إلى الإنترنت(بالإنجليزية: A Social History of the media) | اسا بريغز ، بيتر بورك                                     | مايو 2005     | المترجم:مصطفى قاسم                                                        | (ردمك 9990601623)             | [ 65 ]  |
| 316                                           |             | أخلاقيات العلم (بالإنجليزية: The Ethics of Science) | ديفيد بـ. رزنيك                                           | يونيو 2005    | المترجم: عبد النور عبد المنعم المحرر:يمنى الخولي                          | (ردمك 9990601658)             | [ 66 ]  |
| 317                                           |             | الجغرافيا الثقافية أهمية الجغرافيا في تفسير الظواهر الإنسانية (بالإنجليزية: Cultural geography)                                                                                                   | مايك كرانغ                                                | يوليو 2005    | المترجم:سعيد منتاق                                                        | (ردمك 99990601674)            | [ 67 ]  |
| 318                                           |             | الفجوة الرقمية رؤية عربية لمجتمع المعرفة | نبيل علي، نادية حجازي                                     | أغسطس 2005    | -                                                                         | (ردمك 9990601690)             | [ 68 ]  |
| 319                                           |             | المجتمع العربي الإسلامي الحياة الاقتصادية والاجتماعية | الحبيب الجنحاني                                           | سبتمر 2005    | -                                                                         | (ردمك 9990601712)             | [ 69 ]  |
| 320                                           |             | تاريخ الملح في العالم الإمبراطوريات، المعتقدات، ثورات الشعوب والاقتصاد العالمي(3) (بالإنجليزية: Salt: A World History)                                                                            | مارك كيرلانسكي                                            | أكتوبر 2005   | المترجم:أحمد مغربي                                                        | (ردمك 9990601739)             | [ 70 ]  |
| 321                                           |             | الطاقة للجميع كيف ستغير ثورة الطاقة أسلوبنا في الحياة (بالإنجليزية: power to the people) | فيجاي فينيسواران                                          | نوفمبر 2005   | المترجم:ايهاب عبدالرحيم                                                   | (ردمك 9990601755)             | [ 71 ]  |
| 322                                           |             | الحفاظ على التراث الثقافي نحو مدرسة عربية للحفاظ على التراث الثقافي وإدارته | م.جمال عليان                                              | ديسمبر 2005   | -                                                                         | (ردمك 999060178X)             | [ 72 ]  |
| 323                                           |             | هل نحن بلا نظير؟ عالم يستكشف الذكاء الفريد للعقل البشري (بالإنجليزية: ?Are we unique) | جيمس تريفل                                                | يناير 2006    | المترجم:ليلى الموسوي                                                      | (ردمك 9990601798)             | [ 73 ]  |
| 324                                           |             | الآداب السلطانية: دراسة في بنية وثوابت الخطاب السياسي | عز الدين العلام                                           | فبراير 2006   | -                                                                         | (ردمك 9990601836)             | [ 74 ]  |
| 325                                           |             | في نشأة اللغة من إشارة اليد إلى نطق الفم (بالإنجليزية: from hand to mouth the origins of language)                                                                                                | مايكل كورباليس                                            | مارس 2006     | المترجم: محمود عمر                                                        | (ردمك 9990601887)             | [ 75 ]  |
| 326                                           |             | سيكولوجية العلاقات بين الجماعات قضايا في الهوية الاجتماعية وتصنيف الذات | أحمد زايد                                                 | أبريل 2006    | -                                                                         | (ردمك 9990601909)             | [ 76 ]  |
| 327                                           |             | من الذرة إلى الكوارك: نحو ثقافة علمية متقدمة لمواكبة علوم العصر وفلسفاتها (بالإنجليزية: the odd quantum)                                                                                          | سام تريمان                                                | مايو 2006     | المترجم:أحمد باشا                                                         | (ردمك 9990601912)             | [ 77 ]  |
| 328                                           |             | الثقافة والمعرفة البشرية (بالإنجليزية: The cultural origins of human cognition) | ميشيل تومسيللو                                            | يونيو 2006    | المترجم: أحمد باشا                                                        | (ردمك 9990601933)             | [ 78 ]  |
| 329                                           |             | نحو شركات خضراء مسؤولية مؤسسات الأعمال نحو الطبيعة (بالإنجليزية: Business ethics and the natural environment)                                                                                     | ليزا ه.نيوتن                                              | يوليو 2006    | المترجم:إيهاب محمد                                                        | (ردمك 9990601941)             | [ 79 ]  |
| 330                                           |             | الذكاء الإنساني اتجاهات معاصرة وقضايا نقدية | محمد طه                                                   | أغسطس 2006    | -                                                                         | (ردمك 9990601984)             | [ 80 ]  |
| 331                                           |             | الشعر والناقد من التشكيل إلى الرؤيا | وهب رومية                                                 | سبتمبر 2006   | -                                                                         | (ردمك 9990601992)             | [ 81 ]  |
| 332                                           |             | الفلسفة البيئية من حقوق الحيوان إلى الإيكولوجيا الجذرية الجزء الأول (بالإنجليزية: environmental philosophy from animal rights to radical ecology century)                                         | مجموعة من المؤلفين                                        | أكتوبر 2006   | المترجم: معين رومية المحرر: مايكل زيمرمان                                 | (ردمك 9990602018)             | [ 82 ]  |
| 333                                           |             | الفلسفة البيئية من حقوق الحيوان إلى الإيكولوجيا الجذرية الجزء الثاني (بالإنجليزية: environmental philosophy from animal rights to radical ecology century)                                        | مجموعة من المؤلفين                                        | نوفمبر 2006   | المترجم: معين رومية المحرر: مايكل زيمرمان                                 | (ردمك 9990602026)             | [ 83 ]  |
| 334                                           |             | كامي وسارتر (بالإنجليزية: camus and sartre the story of a friendship and the quarrel that ended it)                                                                                               | رونالد ارونسون                                            | ديسمبر 2006   | المترجم: شوقي جلال                                                        | (ردمك 9990602034)             | [ 84 ]  |
| 335                                           |             | اقتصاد يغدق فقراً التحول من دولة التكافل الاجتماعي إلى المجتمع المنقسم على نفسه (بالألمانية: wirtschaft die arm macht)                                                                             | هورست افهيلدا                                             | يناير 2007    | المترجم: أحمد باشا                                                        | (ردمك 9990602042)             | [ 85 ]  |
| 336                                           |             | السيطرة الصامتة الرأسمالية العالمية وموت الديمقراطية(بالإنجليزية: The silent takeover global capitalism and the death of democracy)                                                               | نورينا هيرتس                                              | فبراير 2007   | المترجم: صدقي حطاب                                                        | (ردمك 9990602042)             | [ 86 ]  |
| 337                                           |             | الأنماط الثقافية للعنف (بالإنجليزية: The Violence Mythos) | باربرا ويتمر                                              | مارس 2007     | المترجم: ممدوح عمران                                                      | (ردمك 9990602085)             | [ 87 ]  |
| 338                                           |             | الصناعات الإبداعية كيف تُنتَج الثقافة في عالم التكنولوجيا والعولمة الجزءالأول (بالإنجليزية: Creative industries)                                                                                    | مجموعة من المؤلفين                                        | أبريل 2007    | المترجم: بدر السيد سليمان الرفاعي المحرر: جون هارتلي                      | (ردمك 9990602107)             | [ 88 ]  |
| 339                                           |             | الصناعات الإبداعية كيف تُنتَج الثقافة في عالم التكنولوجيا والعولمة الجزء الثاني (بالإنجليزية: Creative industries)                                                                                  | مجموعة من المؤلفين                                        | مايو 2007     | المترجم: بدر السيد سليمان الرفاعي المحرر: جون هارتلي                      | (ردمك 9990602115)             | [ 89 ]  |
| 340                                           |             | الصيف الطويل دور المناخ في تغيير الحضارة (بالإنجليزية: The long summer how climate changed civilization)                                                                                          | براين فاغان                                               | يونيو 2007    | المترجم: مصطفى فهمي                                                       | (ردمك 9789990602135)          | [ 90 ]  |
| 341                                           |             | سوسيولوجيا الفن طرق للرؤية (بالإنجليزية: The Sociology of art ways of seeing) | مجموعة من المؤلفين                                        | يوليو 2007    | المترجم: ليلى الموسوي المحرر: ديفيد انغليز وجون هغسون                     | (ردمك 9789990602173)          | [ 91 ]  |
| 342                                           |             | اللغة والهوية قومية ـ إثنية ـ دينية (بالإنجليزية: language and identity national,ethnic,religious)                                                                                                | جون جوزيف                                                 | أغسطس 2007    | المترجم:عبد النور خراقي                                                   | (ردمك 9789990602180)          | [ 92 ]  |
| 343                                           |             | العقل مدخل موجز (بالإنجليزية: Mind) | جون ر.سيرل                                                | سبتمبر 2007   | المترجم:ميشيل متياس                                                       | (ردمك 9789990602203)          | [ 93 ]  |
| 344                                           |             | الاستبعاد الاجتماعي محاولة للفهم | مجموعة من المؤلفين                                        | أكتوبر 2007   | -                                                                         | (ردمك [[خاص:Booksources/\|]]) | [ 94 ]  |
| 345                                           |             | جامعة الدول العربية مدخل إلى المستقبل | مجدي حماد                                                 | نوفمبر 2007   | -                                                                         | (ردمك 9789990602241)          | [ 95 ]  |
| 346                                           |             | التنوير الآتي من الشرق اللقاء بين الفكر الآسيوي والفكر الغربي (بالإنجليزية: Oriental Englightenment)                                                                                              | جي جي كلارك                                               | ديسمبر 2007   | المترجم: شوقي جلال                                                        | (ردمك 9789990602265)          | [ 96 ]  |
| 347                                           |             | علم الاجتماع الآلي: مقاربة في علم الاجتماع العربي والاتصال عبر الحاسوب | علي محمد رحومة                                            | يناير 2008    | -                                                                         | (ردمك 9789990602296)          | [ 97 ]  |
| 348                                           |             | الخلية الجذعية | خالد احمد الزعيري                                         | فبراير 2008   | -                                                                         | (ردمك 9789990602333)          | [ 98 ]  |
| 349                                           |             | الثقافة التفسير الأنثروبولوجي (بالإنجليزية: Culture the Anthropolgist’s Account) | آدم كوبر                                                  | مارس 2008     | المترجم:تراجي فتحي                                                        | (ردمك 9789990602340)          | [ 99 ]  |
| 350                                           |             | فلسفة الكوانتم فهم العلم المعاصر وتأويله (بالإنجليزية: Quantum philosophy understanding and interpreting contemporary science)                                                                    | رولان اومنيس                                              | أبريل 2008    | المترجمان: أحمد فؤاد باشا، يمنى طريف الخولي                               | (ردمك 9789990602364)          | [ 100 ] |
| 351                                           |             | سيكولوجية المال هوس الثراء وأمراض الثروة | أكرم زيدان                                                | مايو 2008     | -                                                                         | (ردمك 9789990602401)          | [ 101 ] |
| 352                                           |             | الهوية والعنف وهم المصير الحتمي (بالإنجليزية: Identity and Violence: The Illusion of Destiny) | أمارتيا صن                                                | يونيو 2008    | المترجم: سحر توفيق                                                        | (ردمك 9789990602425)          | [ 102 ] |
| 353                                           |             | جنوسة الدماغ (بالإنجليزية: Brain Gender) | ميليسا هاينز                                              | يوليو 2008    | المترجم: ليلى الموسوي                                                     | (ردمك 9789990602456)          | [ 103 ] |
| 354                                           |             | العولمة والثقافة تجربتنا الاجتماعية عبر الزمان والمكان (بالإنجليزية: Globalization and Culture)                                                                                                   | جون توملينسون                                             | أغسطس 2008    | المترجم: إيهاب عبد الرحيم محمد                                            | (ردمك 9789990602470)          | [ 104 ] |
| 355                                           |             | أنماط الرواية العربية الجديدة | شكري عزيز الماضي                                          | سبتمبر 2008   | -                                                                         | (ردمك 9789990602500)          | [ 105 ] |
| 356                                           |             | أخلاق العناية (بالإنجليزية: The Ethics of Care: Personal, Political, and Global) | فيرجينيا هيلد فيرجينيا هيلد                               | أكتوبر 2008   | المترجم: ميشيل حنا متياس                                                  | (ردمك 9789990602524)          | [ 106 ] |
| 357                                           |             | إمبراطورية الثروة التاريخ الملحمي للقوة الاقتصادية الأمريكية (الجزء الأول) (بالإنجليزية: An Empire of Wealth: The Epic History of American Economic Power)                                        | جون ستيل جوردون                                           | نوفمبر 2008   | المترجم: محمد مجد الدين باكير                                             | (ردمك 9789990602548)          | [ 107 ] |
| 358                                           |             | إمبراطورية الثروة التاريخ الملحمي للقوة الاقتصادية الأمريكية (الجزء الثاني) (بالإنجليزية: An Empire of Wealth: The Epic History of American Economic Power)                                       | جون ستيل جوردون                                           | ديسمبر 2008   | المترجم: محمد مجد الدين باكير                                             | (ردمك 9789990602562)          | [ 108 ] |
| 359                                           |             | الفيل والتنين صعود الهند والصين ودلالة ذلك لنا جميعا(4) (بالإنجليزية: The Elephant and the Dragon: The Rise of India and China and What It Means for All of Us)                                   | روبين ميريديث                                             | يناير 2009    | المترجم: شوقي جلال                                                        | (ردمك 9789990602586)          | [ 109 ] |
| 360                                           |             | الخيال من الكهف إلى الواقع الافتراضي | شاكر عبد الحميد                                           | فبراير 2009   | -                                                                         | (ردمك 9789990602623)          | [ 110 ] |
| 361                                           |             | الخجل (بالإنجليزية: Understanding Shyness: Psychological Perspectives) | راي كروزير                                                | مارس 2009     | المترجم: معتز سيد عبد الله                                                | (ردمك 9789990602661)          | [ 111 ] |
| 362                                           |             | السلطوية في التربية العربية | يزيد عيسى السورطي                                         | أبريل 2009    | -                                                                         | (ردمك 9789990602692)          | [ 112 ] |
| 363                                           |             | منظور جديد للفقر والتفاوت (بالإنجليزية: Inequality and Poverty re-Examined) | مجموعة من المؤلفين                                        | مايو 2009     | المترجم: بدر الرفاعي                                                      | (ردمك 9789990602739)          | [ 113 ] |
| 364                                           |             | حكمة الغرب عرض تاريخي للفلسفة الغربية في إطارها الاجتماعي والسياسي (الجزء الأول) (بالإنجليزية: Wisdom of the West: A Historical Survey of Western Philosophy in its Social and Political Setting) | برتراند راسل                                              | يونيو 2009    | المترجم: فؤاد زكريا                                                       | (ردمك 9789990602746)          | [ 114 ] |
| 365                                           |             | حكمة الغرب الفلسفة الحديثة والمعاصرة (الجزء الثاني) (بالإنجليزية: Wisdom of the West: A Historical Survey of Western Philosophy in its Social and Political Setting)                              | برتراند راسل                                              | يوليو 2009    | المترجم: فؤاد زكريا                                                       | (ردمك 9789990602777)          | [ 115 ] |
| 366                                           |             | التلامس الحضاري الإسلامي - الأوروبي | إيناس حسني                                                | أغسطس 2009    | -                                                                         | (ردمك 9789990602791)          | [ 116 ] |
| 367                                           |             | الطرق إلى الحداثة التنوير البريطاني والتنوير الفرنسي والتنوير الأمريكي (بالإنجليزية: The Roads to Modernity: The British, French and American Enlightenment)                                      | غيرترود هيملفارب                                          | سبتمبر 2009   | المترجم: محمود سيد أحمد                                                   | (ردمك 9789990602845)          | [ 117 ] |
| 368                                           |             | الأدب الفارسي منذ عصر الجامي وحتى أيامنا (بالإنجليزية: Persian Literature from the Time of Jami to Present Day)                                                                                   | محمد رضا شفيعي كدكني                                      | أكتوبر 2009   | المترجم: بسام ربابعة                                                      | (ردمك 9789990602852)          | [ 118 ] |
| 369                                           |             | العقل العربي ومجتمع المعرفة مظاهر الأزمة واقتراحات بالحلول (الجزء الأول) | نبيل علي                                                  | نوفمبر 2009   | -                                                                         | (ردمك 9789990602906)          | [ 119 ] |
| 370                                           |             | العقل العربي ومجتمع المعرفة مظاهر الأزمة واقتراحات بالحلول (الجزء الثاني) | نبيل علي                                                  | ديسمبر 2009   | -                                                                         | (ردمك 9789990602937)          | [ 120 ] |
| 371                                           |             | انهيار الرأسمالية أسباب إخفاق اقتصاد السوق المحررة من القيود (بالألمانية: Der Crash des Kapitalismus: Warum die entfesselte Marktwirtschaft scheiterte und was jetzt zu tun ist)                  | أولريش شيفر                                               | يناير 2010    | المترجم: عدنان عباس علي                                                   | (ردمك 9789990602975)          | [ 121 ] |
| 372                                           |             | لماذا العلم؟ (بالإنجليزية: ?Why Science) | جيمس تريفيل                                               | فبرابر 2010   | المترجم: شوقي جلال                                                        | (ردمك 9789990603019)          | [ 122 ] |
| 373                                           |             | النموذج النرويجي إدارة المصادر البترولية | فاروق القاسم                                              | مارس 2010     | -                                                                         | (ردمك 9789990603040)          | [ 123 ] |
| 374                                           |             | تكنولوجيا النانو من أجل غدٍ أفضل | محمد شريف الإسكندراني                                     | أبريل 2010    | -                                                                         | (ردمك 9789990603064)          | [ 124 ] |
| 375                                           |             | يقظة الذات: براغماتية بلا قيود (بالإنجليزية: The Self Awakened: Pragmatism Unbound) | روبيرتو مانغابيرا أونغر                                   | مايو 2010     | المترجم: إيهاب عبد الرحيم محمد                                            | (ردمك 9789990603088)          | [ 125 ] |
| 376                                           |             | التوحد بين العلم والخيال (بالإنجليزية: The Science and Fiction of Autism) | لورا شريبمان                                              | يونيو 2010    | المترجم: فاطمة عياد                                                       | (ردمك 9789990603132)          | [ 126 ] |
| توقف إصدار السلسلة بين يونيو 2010 ويونيو 2011 |             | |                                                           |               |                                                                           |                               |         |
| 377                                           |             | أوديسا التعددية الثقافية سبر السياسات الدولية الجديدة في التنوع (الجزء الأول) (بالإنجليزية: Multicultural Odysseys: Navigating the New International Politics of Diversity)                       | ويل كيمليكا                                               | يونيو 2011    | المترجم: إمام عبد الفتاح إمام                                             | (ردمك 9789990603194)          | [ 127 ] |
| 378                                           |             | أوديسا التعددية الثقافية سبر السياسات الدولية الجديدة في التنوع (الجزء الثاني) (بالإنجليزية: Multicultural Odysseys: Navigating the New International Politics of Diversity)                      | ويل كيمليكا                                               | يوليو 2011    | المترجم: إمام عبد الفتاح إمام                                             | (ردمك 9789990603347)          | [ 128 ] |
| 379                                           |             | الإشعاع الذري واستخداماته السلمية | عبد الحميد حلمي الجزار، محمد عبد المنعم صقر               | أغسطس 2011    | -                                                                         | (ردمك 9789990603361)          | [ 129 ] |
| 380                                           |             | المعلقات وعيون العصور | سليمان الشطي                                              | سبتمبر 2011   | -                                                                         | (ردمك 9789990603378)          | [ 130 ] |
| 381                                           |             | مدن المعرفة: المداخل والخبرات والرؤى (بالإنجليزية: Knowledge Cities: Approaches, Experiences, and Perspectives)                                                                                   | فرانشيسكو خافيير كاريللو                                  | أكتوبر 2011   | المترجم: خالد علي يوسف المحرران: عمرو عبد الرحمن طيبة، محمد سيد محمد مرسي | (ردمك 9789990603453)          | [ 131 ] |
| 382                                           |             | الثقافة والمساواة: نقد مساواتي للتعددية الثقافية (الجزء الأول) (بالإنجليزية: Culture and Equality: An Egalitarian Critique of Multiculturalism)                                                   | براين باري                                                | نوفمبر 2011   | المترجم: كمال المصري                                                      | (ردمك 9789990603491)          | [ 132 ] |
| 383                                           |             | الثقافة والمساواة نقد مساواتي للتعددية الثقافية (الجزء الثاني) (بالإنجليزية: Culture and Equality: An Egalitarian Critique of Multiculturalism)                                                   | براين باري                                                | ديسمبر 2011   | المترجم: كمال المصري                                                      | (ردمك 9789990603514)          | [ 133 ] |
| 384                                           |             | الغرابة المفهوم وتجلياته في الأدب | شاكر عبد الحميد                                           | يناير 2012    | -                                                                         | (ردمك 9789990603538)          | [ 134 ] |
| 385                                           |             | الحضارات في السياسة العالمية وجهات نظر جمعية وتعددية (بالإنجليزية: Civilizations in World Politics: Plural and Pluralist Perspectives)                                                            | بيتر جي كاتزنشتاين                                        | فبراير 2012   | المترجم: فاضل جتكر                                                        | (ردمك 9789990603552)          | [ 135 ] |
| 386                                           |             | وسائل الإعلام والمجتمع: وجهة نظر نقدية (بالإنجليزية: Media & Society: A Critical Perspective) | آرثر آسا بيرغر                                            | مارس 2012     | المترجم: صالح خليل أبو إصبع                                               | (ردمك 9789990603576)          | [ 136 ] |
| 387                                           |             | مختصر تاريخ العدالة (بالإنجليزية: A Brief History of Justice) | ديفيد جونستون                                             | أبريل 2012    | المترجم: مصطفى ناصر                                                       | (ردمك 9789990603590)          | [ 137 ] |
| 388                                           |             | وجه غايا المتلاشي: تحذير أخير (بالإنجليزية: The Vanishing Face of Gaia: A Final Warning) | جيمس لفلوك                                                | مايو 2012     | المترجم: سعد الدين خرفان                                                  | (ردمك 9789990603606)          | [ 138 ] |
| 389                                           |             | تاريخ العلم 1543 - 2001 (الجزء الأول) (بالإنجليزية: Science: A History) | جون غريبين                                                | يونيو 2012    | المترجم: شوقي جلال                                                        | (ردمك 9789990603620)          | [ 139 ] |
| 390                                           |             | تاريخ العلم 1543 - 2001 (الجزء الثاني) (بالإنجليزية: Science: A History) | جون غريبين                                                | يوليو 2012    | المترجم: شوقي جلال                                                        | (ردمك 9789990603651)          | [ 140 ] |
| 391                                           |             | الانفجار السكاني والاحتباس الحراري | عبد المنعم مصطفى المقمر                                   | أغسطس 2012    | -                                                                         | (ردمك 9789990603675)          | [ 141 ] |
| 392                                           |             | البنى الحكائية في أدب الأطفال العربي الحديث | موفق رياض مقدادي                                          | سبتمبر 2012   | -                                                                         | (ردمك 9789990603705)          | [ 142 ] |
| 393                                           |             | العرقية والقومية: وجهات نظر أنثروبولوجية (بالإنجليزية: Ethnicity and Nationalism: Anthropological Perspectives)                                                                                   | توماس هايلاند إريكسن                                      | أكتوبر 2012   | المترجم: لاهاي عبد الحسين                                                 | (ردمك 9789990603712)          | [ 143 ] |
| 394                                           |             | الغرب والإسلام الدين والفكر السياسي في التاريخ العالمي (بالإنجليزية: The West and Islam Religion and Political Thought in World History)                                                          | أنتوني بلاك                                               | نوفمبر 2012   | المترجم: فؤاد عبد المطلب                                                  | (ردمك 9789990603743)          | [ 144 ] |
| 395                                           |             | نقض مركزية المركز الفلسفة من أجل عالم متعدد الثقافات بعد-استعماري ونسوي (الجزء الأول) (بالإنجليزية: Decentering the Center: Philosophy for a Multicultural, Postcolonial and Feminist World)      | أوما ناريان، ساندرا هاردنغ                                | ديسمبر 2012   | المترجم: يمنى طريف الخولي                                                 | (ردمك 9789990603781)          | [ 145 ] |
| 396                                           |             | نقض مركزية المركز الفلسفة من أجل عالم متعدد الثقافات بعد-استعماري ونسوي (الجزء الثاني) (بالإنجليزية: Decentering the Center: Philosophy for a Multicultural, Postcolonial and Feminist World)     | أوما ناريان، ساندرا هاردنغ                                | يناير 2013    | المترجم: يمنى طريف الخولي                                                 | (ردمك 9789990603804)          | [ 146 ] |
| 397                                           |             | جغرافيات العولمة: قراءة في تحديات العولمة الاقتصادية والسياسية والثقافية (بالإنجليزية: Geographies of Globalization)                                                                              | ورويك موراي                                               | فبراير 2013   | المترجم: سعيد منتاق                                                       | (ردمك 9789990603828)          | [ 147 ] |
| 398                                           |             | إشكالية الأنا والآخر (نماذج روائية عربية) | ماجدة حمود                                                | مارس 2013     | -                                                                         | (ردمك 9789990603842)          | [ 148 ] |
| 399                                           |             | فيزياء المستحيل (بالإنجليزية: Physics of the Impossible: A Scientific Exploration into the World of Phasers, Force Fields, Teleportation, and Time Travel)                                        | ميشيو كاكو                                                | أبريل 2013    | المترجم: سعيد الدين خرفان                                                 | (ردمك 9789990603859)          | [ 149 ] |
| 400                                           |             | مختصر تاريخ العالم (بالإنجليزية: A Little History of the World) | إي إتش غومبريتش                                           | مايو 2013     | المترجم: ابتهال الخطيب المحرر: عبد الله هدية                              | (ردمك 9789990603804)          | [ 150 ] |

## 500-401
| الرقم التسلسلي                             | صورة الغلاف | اسم الكتاب | اسم المؤلف | تاريخ الإصدار | ترجمة/تحرير                                           | معرف الكتاب          | المرجع  |
| ------------------------------------------ | ----------- | --- | --- | ------------- | ----------------------------------------------------- | -------------------- | ------- |
| 401                                        |             | الثقافة في عصر العوالم الثلاثة (بالإنجليزية: Culture in the age of three worlds) | مايكل دينينغ | يونيو 2013    | المترجم: أسامة الغزولي                                | (ردمك 9789990603873) | [ 151 ] |
| 402                                        |             | المسرح الشعري العربي (الأزمة والمستقبل) | مصطفى عبد الغني | يوليو 2013    | -                                                     | (ردمك 9789990603903) | [ 152 ] |
| 403                                        |             | لماذا تتحارب الأمم؟ دوافع الحرب في الماضي والمستقبل (بالإنجليزية: Why Nations Fight: Past and Future Motives for War) | ريتشارد نيد ليبو | أغسطس 2013    | المترجم: إيهاب عبد الرحيم علي                         | (ردمك 9789990603927) | [ 153 ] |
| 404                                        |             | ما المعرفة؟ (بالإنجليزية: What is The Thing Called Knowledge?) | دنكان بريتشارد | سبتمبر 2013   | المترجم: مصطفى ناصر                                   | (ردمك 9789990603972) | [ 154 ] |
| 405                                        |             | السعادة موجز تاريخي (بالإنجليزية: A Brief History of Happiness) | نيكولاس وايت | أكتوبر 2013   | المترجم: سعيد توفيق                                   | (ردمك 9789990603996) | [ 155 ] |
| 406                                        |             | مولد مشكلة اللاجئين الفلسطينيين الجزء الأول (بالإنجليزية: The Birth if the Palestinian Refugee Problem Revisited) | بيني موريس | نوفمبر 2013   | المترجم: عماد عواد                                    | (ردمك 9789990604023) | [ 156 ] |
| 407                                        |             | مولد مشكلة اللاجئين الفلسطينيين الجزء الثاني (بالإنجليزية: The Birth if the Palestinian Refugee Problem Revisited) | بيني موريس | ديسمبر 2013   | المترجم: عماد عواد                                    | (ردمك 9789990604047) | [ 157 ] |
| 408                                        |             | الثقافات الثلاث العلوم الطبيعية والاجتماعية والإنسانيات في القرن الحادي والعشرين (بالإنجليزية: The Three Cultures: Natural Sciences, Social Sciences, and the Humanities in the 21th Century)                                     | جيروم كيغان | يناير 2014    | المترجم: صديق محمد جوهر                               | (ردمك 9789990604078) | [ 158 ] |
| 409                                        |             | تاريخ إيران الحديثة (بالإنجليزية: A History of Modern Iran) | أروند إبراهيميان | فبراير 2014   | المترجم: مجدي صبحي                                    | (ردمك 9789990604115) | [ 159 ] |
| 410                                        |             | أفريقيا والتحدي(5) (بالإنجليزية: The Challenge for Africa) | وانغاري ماثاي | مارس 2014     | المترجم: أشرف محمد كيلاني                             | (ردمك 9789990604139) | [ 160 ] |
| 411                                        |             | مدار الفوضى تغير المناخ والجغرافيا الجديدة للعنف (بالإنجليزية: Tropic of Chaos: Climate Change and the New Geography of Violence)                                                                                                 | كريستيان بارينتي | أبريل 2014    | المترجم: سعد الدين خرفان                              | (ردمك 9789990604184) | [ 161 ] |
| 412                                        |             | الحضارة ومضامينُها (بالإنجليزية: Civilization and Its Contents) | بروس مازليش | مايو 2014     | المترجم: عبد النور خراقي                              | (ردمك 9789990604207) | [ 162 ] |
| 413                                        |             | السياسة الدينية والدول العلمانية مصر والهند والولايات المتحدة الأمريكية (بالإنجليزية: Religious Politics & Secular States Egypt, India, and the United States)                                                                    | سكوت هيبارد | يونيو 2014    | المترجم: الأمير سامح كريم                             | (ردمك 9789990604245) | [ 163 ] |
| 414                                        |             | الأخلاقيات والحرب: هل يمكن أن تكون الحرب عادلة في القرن الحادي والعشرين؟ (بالإنجليزية: Morality and War: Can War Be Just In The Twenty-First Century?)                                                                            | ديفيد فيشر | يوليو 2014    | المترجم: عماد عوّاد                                    | (ردمك 9789990604269) | [ 164 ] |
| 415                                        |             | الفيض أمراض الحيوانات المعدية وجائحة الوباء التالية بين البشر (الجزء الأول) (بالإنجليزية: Spillover Animal Infections and the Next Human Pandemic)                                                                                | ديفيد كوامن | أغسطس 2014    | المترجم: مصطفى إبراهيم فهمي                           | (ردمك 9789990604283) | [ 165 ] |
| 416                                        |             | الفيض أمراض الحيوانات المعدية وجائحة الوباء التالية بين البشر (الجزء الثاني) (بالإنجليزية: Spillover Animal Infections and the Next Human Pandemic)                                                                               | ديفيد كوامن | سبتمبر 2014   | المترجم: مصطفى إبراهيم فهمي                           | (ردمك 9789990604290) | [ 166 ] |
| 417                                        |             | عصور نهضة أخرى مدخل إلى الأدب العالمي (بالإنجليزية: Other Renaissances A New Approach to World Literature) | بريندا دين شيلدجن، غانغ تشو، ساندر غيلمان | أكتوبر 2014   | المترجم: علاء الدين محمود                             | (ردمك 9789990604337) | [ 167 ] |
| 418                                        |             | مشروع الديموقراطية التاريخ، الأزمة، الحركة (بالإنجليزية: The Democracy Project A History, A Crisis, A Movement) | ديفيد غريير | نوفمبر 2014   | المترجم: أسامة الغزولي                                | (ردمك 9789990604351) | [ 168 ] |
| 419                                        |             | هل يحتاج العلم إلى لغة عالمية؟ اللغة الإنجليزية ومستقبل البحث العلمي (بالإنجليزية: Does Science Need a Global Language?) | سكوت ل. مونتغمري | ديسمبر 2014   | المترجم: فؤاد عبد المطلب                              | (ردمك 9789990604375) | [ 169 ] |
| 420                                        |             | انتقام الجغرافيا: ما الذي تُخبرنا به الخرائط عن الصراعات المقبلة وعن الحرب ضد المصير (بالإنجليزية: The revenge of Geography: what the Map tells Us About coming Conflicts and the Battle Against fate)                             | روبرت د. كابلان | يناير 2015    | المترجم: إيهاب عبد الرحيم علي                         | (ردمك 9789990604405) | [ 170 ] |
| 421                                        |             | فكرة حقوق الإنسان (بالإنجليزية: The Idea of Human Rights) | تشارلز آر. بيتز | فبراير 2015   | المترجم: شوقي جلال                                    | (ردمك 9789990604429) | [ 171 ] |
| 422                                        |             | أمة من العباقرة: كيف تفرض العلوم الهندية هيمنتها على العالم (بالإنجليزية: Geek Nation: How Indian Science is Taking Over the World)                                                                                               | أنجيلا سايني | مارس 2015     | المترجم: طارق راشد عليان                              | (ردمك 9789990604474) | [ 172 ] |
| 423                                        |             | المستقبل ستة محركات للتغير العالمي (الجزء الأول) (بالإنجليزية: The Future Six Drivers of Global Change) | آل غور | أبريل 2015    | المترجم: عدنان جرجس                                   | (ردمك 9789990604498) | [ 173 ] |
| 424                                        |             | المستقبل ستة محركات للتغير العالمي (الجزء الثاني) (بالإنجليزية: The Future Six Drivers of Global Change) | آل غور | مايو 2015     | المترجم: عدنان جرجس                                   | (ردمك 9789990604528) | [ 174 ] |
| 425                                        |             | الدراسات الثقافية: مقدمة نقدية (بالإنجليزية: Cultural Studies: A Critical Introduction) | سايمون ديورنغ | يونيو 2015    | المترجم: ممدوح يوسف عمران                             | (ردمك 9789990604542) | [ 175 ] |
| 426                                        |             | القسطنطينية: المدينة التي اشتهاها العالم 1453 - 1924 (الجزء الأول) (بالإنجليزية: Constantinople: City of the World's Desire, 1453 - 1924)                                                                                         | فيليب مانسيل | يوليو 2015    | المترجم: مصطفى محمد قاسم                              | (ردمك 9789990604580) | [ 176 ] |
| 427                                        |             | القسطنطينية: المدينة التي اشتهاها العالم 1453 - 1924 (الجزء الثاني) (بالإنجليزية: Constantinople: City of the World's Desire, 1453 - 1925)                                                                                        | فيليب مانسيل | أغسطس 2015    | المترجم: مصطفى محمد قاسم                              | (ردمك 9789990604597) | [ 177 ] |
| 428                                        |             | الطفولة في التاريخ العالمي (بالإنجليزية: Childhood In World History) | بيتر ن. ستيرنز | سبتمبر 2015   | المترجم: وفيق فائق كريشات                             | (ردمك 9789990604621) | [ 178 ] |
| 429                                        |             | عبْر منظار اللغة: لِمَ يَبدو العالم مختلفا بلغات أخرى؟(6) (بالإنجليزية: Through the Language Glass: Why the World Looks Different in Other Languages)                                                                                 | غاي دويتشر | أكتوبر 2015   | المترجم: حنان عبد المحسن مظفّر                         | (ردمك 9789990604634) | [ 179 ] |
| 430                                        |             | الساحل البشري (بالإنجليزية: The Human Shore: Seacoasts History) | جون آر. غيليس | نوفمبر 2015   | المترجم: ابتهال الخطيب                                | (ردمك 9789990604658) | [ 180 ] |
| 431                                        |             | يوميات السرطان: حل أعمق أسرار الطب (بالإنجليزية: The Cancer Chronicles: Unlocking Medicine's Deepest Mystery) | جورج جونسون | ديسمبر 2015   | المترجم: إيهاب عبد الرحيم علي                         | (ردمك 9789990604702) | [ 181 ] |
| 432                                        |             | تفسيرات وراثية المعقول واللا معقول (بالإنجليزية: Genetic Explanations: Sense and Nonsense) | شيلدون كريمسكي، جيرمي غروبر | يناير 2016    | المترجم: ليلى الموسوي                                 | (ردمك 9789990604788) | [ 182 ] |
| 433                                        |             | في ظل العنف السياسة والاقتصاد ومشكلات التنمية (بالإنجليزية: In the Shadow of Violence: Politics, Economics, and the Problems of Development)                                                                                      | دوغلاس سي. نورث، جون جوزيف واليس، ستيفن بي. ويب، باري ر. وينغاست | فبراير 2016   | المترجم: كمال المصري                                  | (ردمك 9789990604801) | [ 183 ] |
| 434                                        |             | التقشف تاريخ فكرة خطرة (بالإنجليزية: Austerity: The History of a Dangerous Idea) | مارك بليث | مارس 2016     | المترجم: عبد الرحمن أياس                              | (ردمك 9789990604870) | [ 184 ] |
| 435                                        |             | صندوق النقد الدولي قوة عظمى في الساحة العالمية (بالإنجليزية: Weltmacht IWF Chronik eines Raubzuges) | آرنست فولف | أبريل 2016    | المترجم: عدنان عباس علي                               | (ردمك 9789990604900) | [ 185 ] |
| 436                                        |             | علم النفس السياسي: رؤى نقدية (بالإنجليزية: Political Psychology: Critical Perspectives) | كريستيان تيليغا | مايو 2016     | المترجم: أسامة الغزولي                                | (ردمك 9789990605013) | [ 186 ] |
| 437                                        |             | القلق (بالإنجليزية: Anxiety 101) | موشي زيدنر، جيرالد ماثيوس | يونيو 2016    | المترجمان: معتز سيد عبد الله ، الحسين محمد عبد المنعم | (ردمك 9789990605037) | [ 187 ] |
| 438                                        |             | حياتنا... وإن طالت! علم دراسة طول العمر والشيخوخة (بالإنجليزية: The Long and Short of it: The Science of Life Span & Aging) | جوناثان سيلفر تاون | يوليو 2016    | المترجم: سحر توفيق                                    | (ردمك 9789990605044) | [ 188 ] |
| 439                                        |             | الهجرة: كيف تؤثر في عالمنا؟ (بالإنجليزية: Exodus: How Migration Is Changing Our World) | بول كوليير | أغسطس 2016    | المترجم: مصطفى ناصر                                   | (ردمك 9789990605068) | [ 189 ] |
| 440                                        |             | الفن الضائع ثقافات الملاحة ومهارات اهتداء السبيل (الجزء الأول) (بالإنجليزية: The Lost Art of Finding Our Way) | جون إدوارد هوث | سبتمبر 2016   | المترجم: سعد الدين خرفان                              | (ردمك 9789990602159) | [ 190 ] |
| 441                                        |             | الفن الضائع ثقافات الملاحة ومهارات اهتداء السبيل (الجزء الثاني) (بالإنجليزية: The Lost Art of Finding Our Way) | جون إدوارد هوث | أكتوبر 2016   | المترجم: سعد الدين خرفان                              | (ردمك 9789990605228) | [ 191 ] |
| 442                                        |             | عَودٌ على العود الموسيقى العربية وموقع العود فيها | نبيل اللو | نوفمبر 2016   | -                                                     | (ردمك 9789990605273) | [ 192 ] |
| 443                                        |             | لماذا يكذب القادة؟ حقيقة الكذب في السياسة الدولية (بالإنجليزية: Why Leaders Lie The Truth about Lying and International Politics)                                                                                                 | جون جي. ميرشيمر | ديسمبر 2016   | المترجم: غانم النجار                                  | (ردمك 9789990605310) | [ 193 ] |
| 444                                        |             | الصداقة قيمة أخلاقية مركزية (بالإنجليزية: Friendship: A Central Moral Value) | ميشيل حنا متياس | يناير 2017    | -                                                     | (ردمك 9789990605396) | [ 194 ] |
| 445                                        |             | تغيُّر العقل كيف تترك التقنيات الرقمية بصماتها على أدمغتنا (بالإنجليزية: Mind Change: How Digital Technologies Are Leaving Their Marks on Our Brains)                                                                               | سوزان غرينفيلد | فبراير 2017   | المترجم: إيهاب عبد الرحيم علي                         | (ردمك 9789990605433) | [ 195 ] |
| 446                                        |             | الثورة بلا قيادات: كيف سيبادر الناس العاديون إلى تولي السلطة وتغيير السياسة في القرن الواحد والعشرين (بالإنجليزية: The Lederless Revolution: How Ordinary People Will Take Power and Change Politics in the Twenty-First Century) | كارن روس | مارس 2017     | المترجم: فاضل جتكر                                    | (ردمك 9789990605440) | [ 196 ] |
| 447                                        |             | مستقبل العقل الاجتهاد العلمي لفهم العقل وتطويره وتقويته (بالإنجليزية: The Future of the Mind: The Scientific Quest to Understand, Enhance and Empower the Mind)                                                                   | ميشيو كاكو | أبريل 2017    | المترجم: سعد الدين خرفان                              | (ردمك 9789990605495) | [ 197 ] |
| 448                                        |             | حكمة الشرق وعلومه دراسة العربية في إنجلترا في القرن السابع عشر (الجزء الأول) (بالإنجليزية: Eastern Wisdom and Learning The study of Arabic in Seventeenth-Century England)                                                        | جيرالد جيمس تومر | مايو 2017     | المترجم: أحمد الشيمي                                  | 978999065556(7)      | [ 198 ] |
| 449                                        |             | حكمة الشرق وعلومه: دراسة العربية في إنجلترا في القرن السابع عشر (الجزء الثاني) (بالإنجليزية: Eastern Wisdom and Learning: The study of Arabic in Seventeenth-Century England)                                                     | جيرالد جيمس تومر | يونيو 2017    | المترجم: أحمد الشيمي                                  | (ردمك 9789990605556) | [ 199 ] |
| 450                                        |             | ملف غوغل (بالألمانية: Die Akle Google) | تورستن فريكه، أولريش نوفاك | يوليو 2017    | المترجم: عدنان عباس علي                               | (ردمك 9789990605587) | [ 200 ] |
| 451                                        |             | تقديم الأدب المقارن: اتجاهات وتطبيقات جديدة (بالإنجليزية: introducing Comparative literature: new trends & Applications) | سيزر دومنغيز، هاون سوسي، داريو فيلانيفا | أغسطس 2017    | المترجم: فؤاد عبد المطلب                              | (ردمك 9789990605624) | [ 201 ] |
| 452                                        |             | الثورة الرابعة كيف يعيد الغلاف المعلوماتي تشكيل الواقع الإنساني (بالإنجليزية: The Fourth Revolution: How the Infosphere is Reshaping Human Reality)                                                                               | لوتشيانو فلوريدي | سبتمر 2017    | المترجم: لؤي عبد المجيد السيدا                        | (ردمك 9789990605648) | [ 202 ] |
| 453                                        |             | الخيال السياسي | عمار علي حسن | أكتوبر 2017   | -                                                     | (ردمك 9789990605662) | [ 203 ] |
| 454                                        |             | ثلاث مدن مشرقية سواحل البحر الأبيض المتوسط بين التألق والهاوية (الجزء الأول) (بالإنجليزية: levant: Splendour & Catastrophe on the Meditarian)                                                                                     | فيليب مانسيل | نوفمبر 2017   | المترجم: مصطفى قاسم                                   | (ردمك 9789990605693) | [ 204 ] |
| 455                                        |             | ثلاث مدن مشرقية سواحل البحر الأبيض المتوسط بين التألق والهاوية (الجزء الثاني) (بالإنجليزية: levant: Splendour & Catastrophe on the Meditarian)                                                                                    | فيليب مانسيل | ديسمبر 2017   | المترجم: مصطفى قاسم                                   | (ردمك 9789990605709) | [ 205 ] |
| 456                                        |             | رؤية الأشياء كما هي نظرية للإدراك (بالإنجليزية: seeing things as they are: a theory of perception) | جون ر. سيرل | يناير 2018    | المترجم: إيهاب عبد الرحيم علي                         | (ردمك 9789990605723) | [ 206 ] |
| 457                                        |             | ألمانيا والشرق الأوسط منذ زيارة القيصر فيلهلم الثاني إلى المشرق في العام 1898 حتى الوقت الحاضر (بالألمانية: Deutschland und der Nahe Osten)                                                                                       | رولف شتاينغ | فبراير 2018   | المترجم: لورنس الحناوي                                | (ردمك 9789990605754) | [ 207 ] |
| 458                                        |             | الشبكة الإنسانية نظرة محلِّقة على التاريخ العالمي (بالإنجليزية: The Human Web : A Bird's eye View of World History) | جون روبرت مكنيل، وليام هاردي مكنيل | مارس 2018     | المترجم: مصطفى قاسم                                   | (ردمك 9789990605785) | [ 208 ] |
| 459                                        |             | تاريخ المخابرات من الفراعنة حتى وكالة الأمن القومي الأمريكية (NSA) (بالإنجليزية: Geschichte der Geheimdienste: Von den Pharaonen bis zur NSA)                                                                                     | وولفغانغ كريغر | أبريل 2018    | المترجم: عدنان عباس علي                               | (ردمك 9789990605822) | [ 209 ] |
| 460                                        |             | دولة الإرهاب: كيف قامت إسرائيل الحديثة على الإرهاب ؟ (بالإنجليزية: State of Terror: How Terrorism Created Modern Israel) | توماس سواريز | مايو 2018     | المترجم: محمد عصفور                                   | (ردمك 9789990605846) | [ 210 ] |
| 461                                        |             | إبادة الكتب: تدمير الكتب والمكتبات برعاية الأنظمة السياسية في القرن العشرين (بالإنجليزية: Libricide: The Regime-Sponsored Destruction of Books and Libraries in the Twentieth Century)                                            | ربيكا نوث | يونيو 2018    | المترجم: عاطف عثمان                                   | (ردمك 9789990605860) | [ 211 ] |
| 462                                        |             | الثورة الرقمية، ثورة ثقافية؟ (بالفرنسية: ?Révolution Numérique, Révolution Culturelle) | ريمي ريفيل | يوليو 2018    | المترجم: سعيد بلمبخوت                                 | (ردمك 9789990605938) | [ 212 ] |
| 463                                        |             | رُيَّاس البحر الهندي: عصر الاستكشاف العثماني (بالإنجليزية: The Ottoman Age of Exploration) | جانكارلو كازالي | أغسطس 2018    | المترجم: مصطفى قاسم                                   | (ردمك 9789990605969) | [ 213 ] |
| 464                                        |             | صناعة السّعادة: كيف باعت لنا الحكومات والشركات الكُبرى الرفاهية؟ (بالإنجليزية: The Happiness Industry: How Government and Big Business Sold Us Well-Being)                                                                          | ويليام ديفيز | سبتمبر 2018   | المترجم: مجدي خاطر                                    | (ردمك 9789990606027) | [ 214 ] |
| 465                                        |             | الاقتصاد السياسي للسيادة الغذائية في الدول العربية (بالإنجليزية: the Political Economy of Arab food Sovereignty) | جين هاريغان | أكتوبر 2018   | المترجم: أشرف سليمان                                  | (ردمك 9789990606041) | [ 215 ] |
| 466                                        |             | الذهب: التنافس على أكثر معادن العالم إغراءً (بالإنجليزية: Gold: The Race for the World's Most Seductive Metal) | ماثيو هارت | نوفمبر 2018   | المترجم: محمد باكير                                   | (ردمك 9789990606119) | [ 216 ] |
| 467                                        |             | الحداثة والتحديث في دول الخليج العربية منذ منتصف القرن العشرين | عبد المالك خلف التميمي | ديسمبر 2018   | -                                                     | (ردمك 9789990606157) | [ 217 ] |
| 468                                        |             | رحلتي على شفا الهاوية النووية (بالإنجليزية: My Journey at the Nuclear Brink) | وليام بيري | يناير 2019    | المترجم: مالك عساف                                    | (ردمك 9789990606171) | [ 218 ] |
| 469                                        |             | لأن الإنسان فانٍ: الطب وما له قيمة في نهاية المطاف (بالإنجليزية: Being Mortal: Medicine and What Matters in the End) | أتول قواندي | فبراير 2018   | المترجم: عبد اللطيف الخياط                            | (ردمك 9789990606232) | [ 219 ] |
| 470                                        |             | المنطقة المعتمة التاريخ السري للحرب السيبرانية (بالإنجليزية: Dark Territory: The Secret History of Cyber War) | فرد كابلان | مارس 2019     | المترجم: لؤي عبد المجيد                               | (ردمك 9789990606270) | [ 220 ] |
| 471                                        |             | الانقراض السادس تاريخ لا طبيعي (بالإنجليزية: The Sixth Extinction an Unnatural History) | إليزبيث كولبرت | أبريل 2019    | المترجم: أحمد السماحي، فتح الله الشيخ                 | (ردمك 9789990606348) | [ 221 ] |
| 472                                        |             | حرب واستراتيجية نهوج ومفاهيم (الجزء الأول) (بالفرنسية: Guerre et stratégie: Approches et concepts) | جوزيف هينروتين، أوليفير شميت، ستيفان تايات | مايو 2019     | المترجم: أيمن منير                                    | (ردمك 9789990606386) | [ 222 ] |
| 473                                        |             | حرب واستراتيجية نهوج ومفاهيم (الجزء الثاني) (بالفرنسية: Guerre et stratégie: Approches et concepts) | جوزيف هينروتين، أوليفير شميت، ستيفان تايات | يونيو 2019    | المترجم: أيمن منير                                    | (ردمك 9789990606409) | [ 223 ] |
| 474                                        |             | من آسيا الصغرى إلى تركيا الأقليات، فرض التجانس الإثني -القومي، جماعات الشتات (بالفرنسية: De l'Asie mineure à la Turquie) | ميشيل برونو | يوليو 2019    | المترجم: معاوية سعيدوني                               | (ردمك 9789990606423) | [ 224 ] |
| 475                                        |             | اكتشاف بحار العالم من العصر الفينيقي إلى الزمن الحاضر (بالألمانية: Zwischen Hafen und Horizont) | مايكل نورث | أغسطس 2019    | المترجم: عدنان عباس علي                               | (ردمك 9789990606430) | [ 225 ] |
| 476                                        |             | اليورو: كيف تهدِّد العملة الموحد مستقبل أوروبا (الجزء الأول) (بالإنجليزية: The Euro: How a Common Currency Threatens the Future of Europe)                                                                                          | جوزيف أي. ستغليتز | سبتمبر 2019   | المترجم: مجدي يوسف                                    | (ردمك 9789990606454) | [ 226 ] |
| 477                                        |             | اليورو كيف تهدِّد العملة الموحد مستقبل أوروبا (الجزء الثاني) (بالإنجليزية: The Euro: How a Common Currency Threatens the Future of Europe)                                                                                          | جوزيف أي. ستغليتز | أكتوبر 2019   | المترجم: مجدي يوسف                                    | (ردمك 9789990606485) | [ 227 ] |
| 478                                        |             | رأسمالية الكوارث كيف تجني الحكومات والشركات العالمية أرباحاً طائلة من ويلات الحروب ومصائب البشرية؟ (بالإنجليزية: Disaster Capitalism: Making a Killing Out of Catastrophe)                                                         | أنتوني لوينشتاين | نوفمبر 2019   | المترجم: أحمد عبد الحميد                              | (ردمك 9789990606508) | [ 228 ] |
| 479                                        |             | الانتقال إلى الديموقراطية ماذا يستفيد العرب من تجارب الأخرين؟(8) | علي الدين هلال | ديسمبر 2019   | -                                                     | (ردمك 9789990606522) | [ 229 ] |
| 480                                        |             | إعادة النظر في النظام الدولي الجديد (بالإنجليزية: Rethinking the New World Order) | يورغ سورنسن | يناير 2020    | المترجم: أسامة الغزولي                                | (ردمك 9789990606546) | [ 230 ] |
| 481                                        |             | الأقرباء كيف تعرَّفنا على صلات القرابة بين الميكروبات وسواها من الكائنات (بالإنجليزية: Kin: How We Came to Know Our Microbe Relatives)                                                                                              | جون إل. إنغراهام | فبراير 2020   | المترجم: إيهاب عبد الرحيم علي                         | (ردمك 9789990606560) | [ 231 ] |
| 482                                        |             | الأثر كيف يؤثر القانون في السلوك (بالإنجليزية: Impact: How law Affects Behavior) | لورانس فريدمان | مارس 2020     | المترجم: مصطفى ناصر                                   | (ردمك 9789990606591) | [ 232 ] |
| 483                                        |             | لماذا فشلت الليبرالية (بالإنجليزية: Why Liberalism Failed) | باتريك دينين | أبريل 2020    | المترجم: يعقوب عبد الرحمن                             | (ردمك 9789990606614) | [ 233 ] |
| توقف إصدار السلسلة بسبب جائحة فيروس كورونا |             | | |               |                                                       |                      |         |
| 484                                        |             | علم الاجتماع الرقمي منظورات نقدية (بالإنجليزية: Digital Sociology: Critical Perspectives) | ستيوارت ألان، ديفيد بير، روجر بروس، أليسون كافاناغ، كارين إيفانز، ديبرا فيريداي، إيلين غرين، لين جاميسون، خوان بابلو باردو غويرا، جويل كيفيتس، ديفيد ليون، دونالد ماثيسون، نيل سيلوين، كاري سينجليتون، جان فان ديجيك، أندرو ويبستر | يوليو 2021    | المترجم: هاني خميس أحمد عبده                          | (ردمك 9789990606768) | [ 234 ] |
| 485                                        |             | نموذج الصين: الجدارة السياسية وحدود الديمقراطية (بالإنجليزية: The China Model: Political Meritocracy and the Limits of Democracy)                                                                                                 | دانييل أ. بيل | أغسطس 2021    | المترجم: عماد عواد                                    | -                    | [ 235 ] |
| 486                                        |             | المجاز السياسي | عمار علي حسن | سبتمبر 2021   | -                                                     | -                    | [ 236 ] |
| 487                                        |             | المجتمع والاقتصاد: إطار ومبادئ (بالإنجليزية: Society and Economy: Framework and Principles) | مارك جرانوفيتر | أكتوبر 2021   | المترجم: ابتهال الخطيب                                | -                    | [ 237 ] |
| 488                                        |             | ما بعد الإنسان (بالإنجليزية: The Posthuman) | روزي بريدوتي | نوفمبر 2021   | المترجم: حنان عبد المحسن مظفر                         | -                    | [ 238 ] |
| 489                                        |             | لماذا اللامساواة ذات أهمية؟ (بالإنجليزية: Why does inequality matter?) | ت. م. سكانلون | ديسمبر 2021   | المترجم: أشرف محمد كيلاني                             | -                    | [ 239 ] |
| 490                                        |             | مكافحة الفساد عبر التاريخ: من العصور القديمة إلى العصر الحديث (الجزء الأول) (بالإنجليزية: Anti-corruption in History: From Antiquity to the Modern Era)                                                                           | رونالد كروزي، أندريه فيتوريا، جي. غيلتنر | يناير 2022    | المترجم: إيهاب عبد الرحيم علي                         | -                    | [ 240 ] |
| 491                                        |             | مكافحة الفساد عبر التاريخ: من العصور القديمة إلى العصر الحديث (الجزء الثاني) (بالإنجليزية: Anti-corruption in History: From Antiquity to the Modern Era)                                                                          | رونالد كروزي، أندريه فيتوريا، جي. غيلتنر | فبراير 2022   | المترجم: إيهاب عبد الرحيم علي                         | -                    | [ 241 ] |
| 492                                        |             | إدْوَرْد سعيد: أماكن الفكر (بالإنجليزية: Places of Mind: A Life of Edward Said) | تمثي برنن | مارس 2022     | المترجم: محمد عصفور                                   | -                    | [ 242 ] |
| 493                                        |             | في النظرية السياسية النسوية: البُنى الفكرية والاتجاهات المعاصرة | رعد عبد الجليل مصطفى الخليل، حسام الدين علي مجيد | أبريل 2022    | -                                                     | -                    | [ 243 ] |
| 494                                        |             | الإصلاح: كيف تنجو الأمم وتزدهر في عالم يتداعى (بالإنجليزية: The Fix: How Nations Survive and Thrive in a World in Decline) | جوناثان تيبيرمان | مايو 2022     | المترجم: أشرف سليمان                                  | -                    | [ 244 ] |
| 495                                        |             | المُخَطَّط الوراثي: كيف يجعلنا الـDNA من نكون (بالإنجليزية: Blueprint: How DNA Makes Us Who We Are) | روبرت بلومين | يونيو 2022    | المترجم: نايف الياسين                                 | -                    | [ 245 ] |
| 496                                        |             | الثروة الإبداعية للأمم: هل تستطيع الفنون أن تدفع التنمية إلى الأمام؟ (بالإنجليزية: The Creative Wealth of Nations: Can the Arts Advance Development?)                                                                             | باتريك كاباندا | يوليو 2022    | المترجم: شاكر عبد الحميد                              | -                    | [ 246 ] |
| 497                                        |             | عصر مُظلم جديد: التقنية والمعرفة ونهاية المستقبل (بالإنجليزية: New Dark Age: Technology and the End of the Future) | جيمس برايدل | أغسطس 2022    | المترجم: مجدي عبد المجيد خاطر                         | -                    | [ 247 ] |
| 498                                        |             | انعدام الجنسية: تاريخ حديث (بالإنجليزية: Statelessness: A Modern History) | ميرا إل. سيغيلبيرغ | سبتمبر 2022   | المترجم: ابتهال الخطيب                                | -                    | [ 248 ] |
| 499                                        |             | كيف ينتشر السلوك: علم العدوى المعقدة (بالإنجليزية: How Behaviors Spreads: The Science of Complex Contagions) | ديمون سنتولا | أكتوبر 2022   | المترجم: عاطف سيد عثمان                               | (ردمك 9789990607208) | [ 249 ] |
| 500                                        |             | عار الجوع: الغذاء، والعدالة، والمال في القرن الحادي والعشرين (بالإنجليزية: The Reproach of Hunger: Food, Justice, and Money in the Twenty-First Century)                                                                          | ديفيد ريف | نوفمبر 2022   | المترجم: أحمد عبد الحميد أحمد                         | (ردمك 9789990607722) | [ 250 ] |

## الهوامش
1. ورد التاريخ «مارس 2000» خطأً في الصفحة الأولى، والصواب «يونيو 2000».
2. العنوان جملة إنشائية طلبية بالاستفهام، ولذلك الصواب «ما العولمة؟».
3. استُخدمت الفاصلة للعطف في عنوان «تاريخ الملح في العالم الامبراطوريات، المعتقدات، ثورات الشعوب والاقتصاد العالمي» والصواب استخدام الواو بحيث يصبح العنوان «تاريخ الملح في العالم الامبراطوريات والمعتقدات وثورات الشعوب والاقتصاد العالمي».
4. طُبعت كلمة «جميعا» بتهجئة خاطئة على الغلاف، والصواب «جميعًا».
5. طُبعت كلمة «أفريقيا» بتهجئة خاطئة على الغلاف، والصواب «إفريقيا».
6. طُبعت كلمة «مختلفا» بتهجئة خاطئة على الغلاف، والصواب «مختلفًا».
7. ورد معرّف الكتاب في الصفحة الثالثة منه بالشكل: 978999065556، وهذا غير صحيح لأن طول المعرف يجب أن يكون مكوّنا من 13 رقماً.
8. طُبعت كلمة «الأخرين» بتهجئة خاطئة على الغلاف، والصواب «الآخرين»، كما طُبعت كلمة «الديموقراطية» بتهجئة خاطئة والصواب «الديمقراطية».
9. طُبعت كلمة «تغيير» بتهجئة خاطئة على الغلاف، والصواب «تغير».
10. طُبعت كلمة «الأداب» بتهجئة خاطئة على الغلاف، والصواب «الأداء».